# Zignago
Zignago là một đô thị ở tỉnh La Spezia trong vùng Liguria của Ý, có cự ly khoảng 70 km về phía đông của Genova và khoảng 20 km về phía bắc của La Spezia. Tại thời điểm ngày 31 tháng 12 năm 2004, đô thị này có dân số 506 người và diện tích là 27,8 km².
Zignago giáp các đô thị sau: Brugnato, Rocchetta di Vara, Sesta Godano, Zeri.